# Danira Bilić
Danira Bilić (djevojačko Nakić), hrvatska košarkašica, osvajačica srebrne medalje na Olimpijskim igrama u Seulu 1988. godine. Supruga je hrvatskog rukometnog reprezentativca Zvonimira Bilića.
1991. je proglašena za športašicu godine u izboru dnevnog športskog lista Sportske novosti.
Nastupajući za ŽKK Croatiu, 1995. je bila prvi strijelac sezone u Kupu Lilliane Ronchetti s prosjekom od 25,7 poena po utakmici. Ravnateljica je Hrvatskog športskog muzeja u Zagrebu.